# St. Jodokus (Rödersdorf)

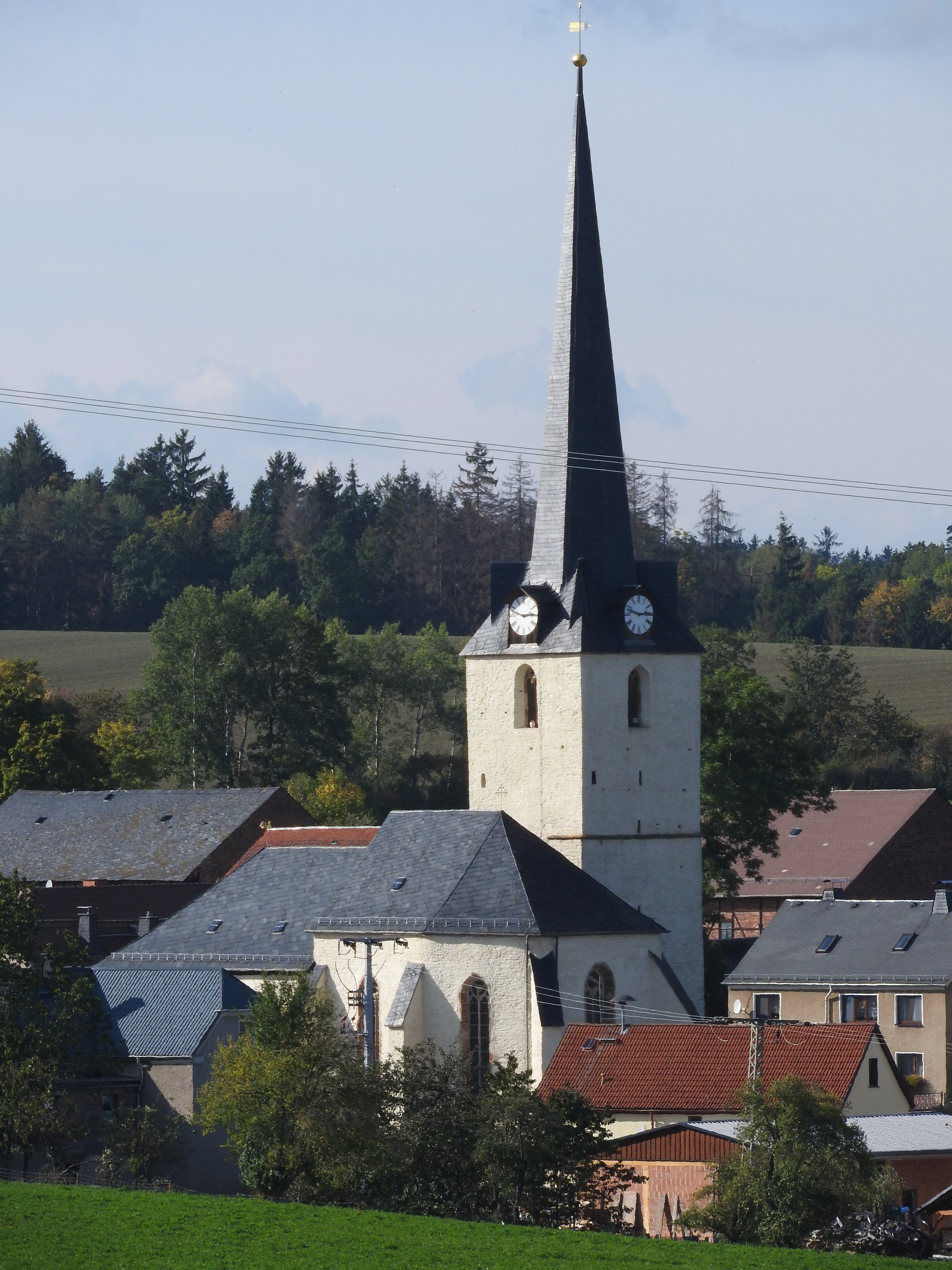
St. Jodokus

Die evangelisch-lutherische, denkmalgeschützte Kirche St. Jodokus steht in Rödersdorf, einem Ortsteil von Göschitz im Saale-Orla-Kreis in Thüringen. Die Kirchengemeinde Rödersdorf gehört zum Pfarrbereich Dittersdorf im Kirchenkreis Schleiz der Evangelischen Kirche in Mitteldeutschland.

## Geschichte
1193 wird schon von der Errichtung einer Kirche berichtet. Rödersdorf war einst Wallfahrtsort mit einer Pietà, die als wundertätig galt. Zweimal im Jahr, zu Pfingsten und im Herbst, wurden Ablässe verkauft. Von dieser Tradition blieb die Kirchweih im Herbst erhalten. Zur Förderung des Gotteshauses erteilte Papst Benedikt XII. 1340 einen Ablass, den Bischof Withego I. von Ostrau 1341 bestätigte. In dem Ablassbrief von 1340 wird Jodocus als Schutzpatron genannt. 1480 wurde die gotische Kirche vom Deutschen Orden neu erbaut. Sie wurde durch Blitzschlag 1598 zerstört, jedoch im gleichen Jahr wiederaufgebaut.

## Beschreibung
Um 1480 wurde mit dem Bau der spätgotischen Saalkirche begonnen. Die Mauern des Turms gehen teilweise noch auf die Mitte des 14. Jahrhunderts zurück. Der Bau wurde bis ins 16. Jahrhundert weitergeführt. Die Saalkirche hat ein höheres, eingezogenes Joch für den durch Strebepfeiler gestützten Chor, der einen asymmetrisch polygonalen Abschluss hat. Der 53 Meter hohe gotische Kirchturm, er ist bedeckt mit einem schiefergedeckten, spitzen Helm, ist nordöstlich am Chor angebaut. Das oberste Geschoss hat rundbogige Klangarkaden. In ihm hängen 3 Kirchenglocken.
Der Innenraum vom Chor und das Erdgeschoss des Turms sind mit Kreuzgratgewölben überspannt. Das Kirchenschiff hat eine Flachdecke. Reste zweier spätgotischer Glasfenster zeigen eine Kreuzigungsgruppe und den heiligen Jodokus. Im Triumphbogen hängt ein großes Gemmenkreuz. Der geschnitzte Flügelaltar, um 1515 entstanden, stammt aus der Saalfelder Schule. Im Schrein in der Mitte steht eine Pietà, links flankiert von Bartholomäus und rechts von einem nicht zu identifizierenden Bischof. Im linken Flügel sind Ursula und Lucia, rechts Anna selbdritt und Katharina dargestellt. Die Bemalung der Rückseiten ist nur in Resten erhalten. Auf dem linken Flügel sind Barbara und Dorothea noch zu erkennen. Im einfach gestalteten Gesprenge steht der Auferstandene. Die Predella enthält eine moderne Darstellung des Heiligen Abendmahls, frei nach Leonardo da Vinci. Ein weiterer Schnitzaltar, er ist deutlich älter als der Hauptaltar, ist auf der Südseite angebracht. Gesprenge und Predella fehlen. Ein Sakramentshaus steht an der Ostwand. Ein Taufbecken aus der Zeit der Renaissance, datiert mit 1608, zeigt zwei Reliefs, eins mit der Taufe Jesu, das andere mit der Kindersegnung Jesu. Eine Tür in der Nordwand führt in eine tieferliegende Kapelle. Hier ist eine Piscina mit ihrem Abflussloch noch erhalten. Im Raum steht eine Reihe von nicht sehr gut erhaltenen Figuren aus einem oder mehreren gotischen Schnitzaltären. Die 1888 von Ernst Poppe gebaute Orgel hat 14 Register, verteilt auf 2 Manuale und ein Pedal.